# Indonezijska rupija
Indonezijska rupija je denarna enota v državi Indoneziji. Mednarodna oznaka valute je IDR. 
Rupija je sicer tudi ime denarnih enot v nekaterih drugih azijskih državah. V Indoneziji so jo uvedli ob osamosvojitvi leta 1945. Zaradi visoke inflacije v začetku šestdesetih let 20. stoletja so leta 1965 uvedli novo rupijo z menjalnim razmerjem 1:1000. Rupija je bila razdeljena na 100 senov.
Gospodarska kriza v JV Aziji v letih 1997-1998 je povzročila veliko devalvacijo, kasneje pa se je menjalni tečaj glede na ameriški dolar ustalil pri okoli 9000 IDR za 1 USD. Senov ne uporabljajo več, najmanjši kovanci, ki so trenutno v obtoku, pa so za 25 IRD. Večina cen je zaokroženih na 100 IDR. Obstajajo kovanci za 25, 50, 100, 200, 500 in 1000 IDR ter bankovci za 1000, 2000, 5000, 10000, 20000, 50000 in 100000 IDR. Kovanci za 25 IDR so redki zaradi majhne vrednosti. Bankovci za 1000 IDR so dosti bolj pogosti kot kovanci z enako vrednostjo. V vsakdanjem življenju veljajo bankovci za 100000 IDR kot »velik denar« in jih je včasih težko unovčiti pri nakupu blaga manjše vrednosti, ker trgovci nimajo dovolj menjalnega denarja.